# Бучачский сыродельный завод
Бучачский сыродельный завод — предприятие пищевой промышленности в городе Бучач Тернопольской области Украины.

## История
Строительство предприятия проходило в соответствии с девятым пятилетним планом развития народного хозяйства СССР по программе производственной кооперации стран СЭВ, поэтому здесь было установлено оборудование из РСФСР, Латвийской ССР и Чехословакии. В 1972 году маслодельный завод был введён в эксплуатацию.
В дальнейшем ассортимент выпускаемой продукции увеличился и завод был переименован в Бучачский маслосыродельный завод.
В целом, в советское время маслосыродельный завод входил в число крупнейших предприятий города.
После провозглашения независимости Украины завод перешёл в ведение Государственного комитета пищевой промышленности Украины. В дальнейшем, государственное предприятие было преобразовано в арендное предприятие. В мае 1995 года Кабинет министров Украины утвердил решение о приватизации завода. В дальнейшем, в 1995 году завод был преобразован в открытое акционерное общество, а в 2001 году — в закрытое акционерное общество.
В 2003 году один из цехов завода был выделен в самостоятельное предприятие ООО «Бучацьке морозиво» по производству мороженого, производственная мощность которого составляла 300 кг мороженого в сутки, а общая численность работников — 10 человек.
По состоянию на начало мая 2004 года основной продукцией завода (почти 50 % от объёма производства) являлись твёрдые сыры, при этом сыры «Голландский», «Мраморный» и «Чеддер» производились по советским рецептурам и ГОСТ. В меньшем количестве выпускались плавленый сыр и сливочное масло.
В 2010 году завод произвёл 1,7 тыс. тонн сыров.
Позднее завод был реорганизован в общество с ограниченной ответственностью.

## Современное состояние
Завод перерабатывает молоко и производит плавленые сыры, твёрдые сыры и сливочное масло.
Проектная мощность составляет переработка 35 тыс. тонн молока в год.